# مسكنة
مسكنة أو كما تعرف محليّاً عنيزة بلدة سوريّة ومركز ناحية مسكنة،  تتبع إداريّاً لمحافظة حلب منطقة منبج ناحية مسكنة، تبعد البلدة عن مدينة حلب 100 كم شرقاً،  بلغ تعداد سكانها 15,477 نسمة حسب التعداد السكاني لعام 2004.

## أعلام
- أبو جابر الشيخ